# Нашамгу
Нашамгу (груз. ნაშამგუ) — село в Грузії.
За даними перепису населення 2014 року в селі проживає 157 осіб.